# アマトーリ・ラグビー・ミラノ
アマトーリ・ラグビー・ミラノ（伊: Amatori Rugby Milano）は、イタリアのロンバルディア州ミラノに本拠地を置くラグビーユニオンクラブである。現在の名称はアマトーリ&ユニオン・ラグビー・ミラノ（伊: Amatori & Union Rugby Milano）。

## 概要
1927年創設。イタリア国内リーグには草創期から参加しており、ディヴィジオーネ・ナツィオナーレの第1回大会から6連覇を達成するなど、かつてはイタリアを代表するラグビークラブであった。1995-96シーズンまでにスクデットを歴代最多の18回獲得している。
1990年代後半以降、幾度かの経営破綻を経て、近年は下位リーグでチーム再建を目指している。

## 歴史
1927年、アンブロジアーナ（現在のインテル・ミラノ）のラグビー部門として創設。1929年にアンブロジアーナから独立してアマトーリ・ラグビー・ミラノ（通称: アマトーリ・ミラノ）となる。1929年から2010年までスタディオ・マリオ・ジュリアーティ（Stadio Mario Giuriati）を本拠地としていた。
ディヴィジオーネ・ナツィオナーレにはリーグ創設と同時に参加し、初年度の1928-29シーズンから6連覇を達成した。さらに1937-38シーズンからは7連覇を達成するなど、最初の16シーズンで14回のリーグ優勝を記録した。
1950年代に入ると、ロヴィーゴやフィアンメ・オーロなどの後塵を拝するようになり、1967-68シーズンを12位（最下位）で終えると、初めて2部リーグに降格した。その後は、財政危機などの理由により3部リーグへの降格を経験するなど、クラブは衰退していった。
1984-85シーズン、アマトーリ・ミラノは17年ぶりにセリエAに復帰した。1988年、ACミランのベルルスコーニ会長によるスポーツ事業拡大戦略の一環で、アマトーリ・ミラノはACミランのラグビー部門となる。特に1993-94シーズンから1997-98シーズンまでの5シーズンはACミラン・ラグビー（通称: ミラン）のチーム名で戦い、伝統の白色と黒色のジャージはサッカーチーム同様の赤色と黒色に変更された。
ACミランの傘下にあった1988-89シーズンから1997-98シーズンまでの10シーズンの間に、リーグ優勝4回（1991, 1993, 1995, 1996）、コッパ・イタリア優勝1回（1995）という輝かしい成績を残した。ハイネケンカップにも1995-96シーズンから3年連続で出場し、1997-98シーズンにはアイルランドのレンスターから大会で唯一となる勝利をあげた。
しかし1998年になると、ベルルスコーニ会長はサッカー以外のスポーツ部門の解体を決定した。経済的な後ろ盾を失ったアマトーリ・ミラノはラグビー・カルヴィザーノに売却され、事実上消滅した。1998-99シーズンから2002-03シーズンまでの5シーズン、カルヴィザーノはアマトーリ&カルヴィザーノ・ラグビー（Amatori & Calvisano Rugby）のチーム名でプレーした。
2003年、アマトーリ&カルヴィザーノからアマトーリ・ラグビー・ミラノが再び独立を果たした。同時にアマトーリ&カルヴィザーノは従来のラグビー・カルヴィザーノにチーム名を戻した。新生アマトーリ・ミラノは2003-04シーズンにセリエC（4部相当）に参加すると、1シーズンでセリエB（3部相当）昇格を決めた。2008-09シーズンにはセリエA1（2部相当）に昇格するなど健闘したが、その後は経営危機に陥った。セリエB（3部相当）で迎えた2011-12シーズンは1試合も戦えないまま棄権することになり、アマトーリ・ミラノはリーグから除外されチームは解散した。
2015年、アマトーリ・ミラノのユース部門として活動していたアマトーリ・ラグビー・ミラノ・ユニオル（Amatori Rugby Milano Junior）と、2012-13シーズンにはセリエB（3部相当）でプレーしたこともあるラグビー・ユニオン96（Rugby Union 96）が合併して、アマトーリ&ユニオン・ラグビー・ミラノ（通称: アマトーリ&ユニオン）が結成された。下位リーグからの再出発となったが2017-18シーズンからはセリエB（3部相当）に所属している。

## タイトル
- 2022年8月現在

### 国内タイトル
- スクデット（リーグ戦）
  - 優勝 18回（1929, 1930, 1931, 1932, 1933, 1934, 1936, 1938, 1939, 1940, 1941, 1942, 1943, 1946, 1991, 1993, 1995, 1996）
- コッパ・イタリア（カップ戦）
  - 優勝 1回（1995）

## 歴代所属選手
- デイヴィッド・キャンピージ(David Campese)